# Vertical Man
| Recensione      | Giudizio |
| --------------- | -------- |
| Galeria Musical |          |
| AllMusic        |          |

Vertical Man è il quindicesimo album solista di Ringo Starr, uscito il 16 giugno 1998 su etichetta Mercury.
Primio album in studio dopo 6 anni e primo album registrato insieme al team composto da Mark Hudson, Steve Dudas e Jim Cox.
L'album fu un flop in Gran Bretagna, ma un discreto successo negli USA.
Numerosi gli ospiti celebri: Paul McCartney, George Harrison, Brian Wilson, Ozzy Osbourne, Steven Tyler, Alanis Morisette, Tom Petty, Joe Walsch, Nils Lofgren, Van Dyke Parks, Timothy B. Schmit, Dhani harrison  e Dave Gibbs.

## Tracce
1. One - 3:02
2. What... in the World - 3:29
3. Mindfield - 4:07
4. King of Broken Hearts - 4.44
5. Love Me Do - 3:45
6. Vertical Man - 4:42
7. Drift Away - 4:10
8. I Was Walkin' - 3:21
9. La De Da - 5:41
10. Without Understanding - 4:22
11. I'll Be Fine Anywhere - 3:39
12. Puppet - 3.19
13. I'm Yours - 3:23

## Edizione giapponese
L'edizione aggiunge due tracce, tratte da pubblicazioni contemporanee (vedi Note):
1. Mr. Double-It-Up - 4:03
2. Everyday - 4:09